# Micromeria thymoides
Micromeria thymoides é uma espécie de planta com flor pertencente à família Lamiaceae. 
A autoridade científica da espécie é (Sol. ex Lowe) Webb & Berthel., tendo sido publicada em Histoire Naturelle des Îles Canaries 3: 71. 1844.

## Portugal
Trata-se de uma espécie presente no território português, nomeadamente os seguintes táxones infraespecíficos:
- Micromeria thymoides subsp. cacuminicolae - presente no Arquipélago da Madeira. Em termos de naturalidade é endémica da região atrás referida. Não se encontra protegida por legislação portuguesa ou da Comunidade Europeia.
- Micromeria thymoides subsp. thymoides - presente no Arquipélago da Madeira. Em termos de naturalidade é endémica da região atrás referida. Não se encontra protegida por legislação portuguesa ou da Comunidade Europeia.